# Dimitrios Kolovetsios
Dimitrios Kolovetsios (Larissa, 16 de octubre de 1991) es un futbolista griego que juega de defensa en el Sakaryaspor de la TFF Primera División.

## Selección nacional
Kolovetsios fue convocado con la selección de fútbol de Grecia en varias ocasiones pero sin llegar a debutar. La primera fue en septiembre de 2018, motivada por la lesión de Michalis Bakakis.
También fue convocado en marzo de 2019 en sustitución de Petros Mantalos, para un par de partidos de clasificación para la Eurocopa 2020.

## Clubes
| Club          | País    | Año       |
| ------------- | ------- | --------- |
| AE Larissa    | Grecia  | 2009-2012 |
| PAS Giannina  | Grecia  | 2012-2014 |
| AEK Atenas    | Grecia  | 2014-2017 |
| Panathinaikos | Grecia  | 2017-2020 |
| Kayserispor   | Turquía | 2020-2025 |
| Sakaryaspor   | Turquía | 2025-act. |

## Palmarés

### Títulos nacionales
| Título          | Club       | País   | Año  |
| --------------- | ---------- | ------ | ---- |
| Football League | AEK Atenas | Grecia | 2015 |
| Copa de Grecia  | AEK Atenas | Grecia | 2016 |